# Église Saint-Pierre de Feusines
Pour les articles homonymes, voir Église Saint-Pierre et Saint Pierre.
L'église Saint-Pierre de Feusines est une église catholique française. Elle est située sur le territoire de la commune de Feusines, dans le département de l'Indre, en région Centre-Val de Loire.

## Situation
L'église se trouve dans la commune de Feusines, au sud-est du département de l'Indre, en région Centre-Val de Loire. Elle est située dans la région naturelle du Boischaut Sud. L'église dépend de l'archidiocèse de Bourges, du doyenné du Boischaut Sud et de la paroisse de Sainte-Sévère-sur-Indre.

## Histoire

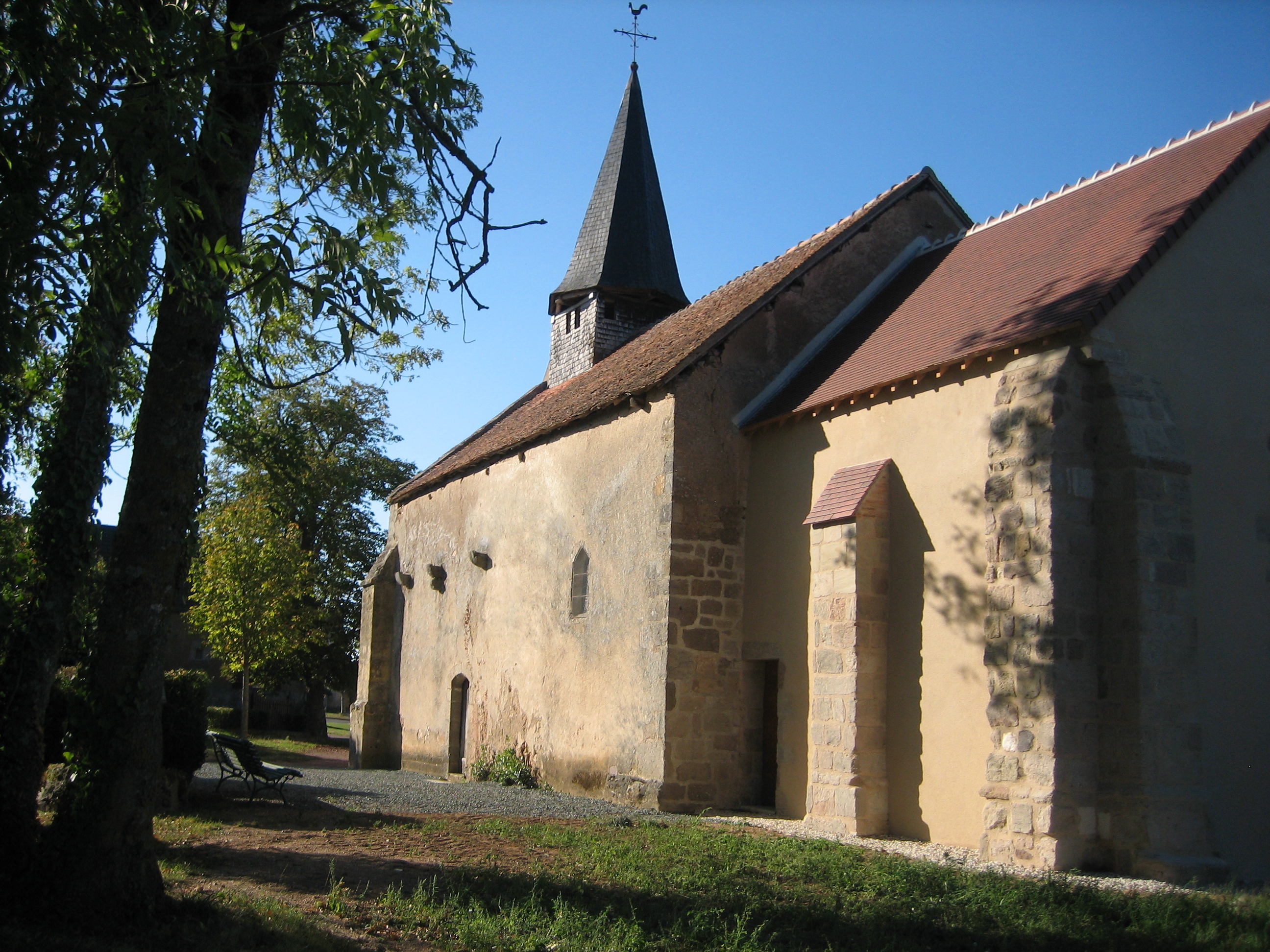
L'église Saint-Pierre, en 2012.